# Церковь Святого Петра (Яффа)
Церковь Святого Петра — францисканская церковь в Яффе, часть Тель-Авива, в Израиле.

## История

### Османский период
Церковь была построена в 1654 году в честь святого Петра над средневековой цитаделью, которая была возведена Фридрихом I и восстановлена Людовиком IX в начале второй половины XIII века.
В конце XVIII века церковь была дважды разрушена и дважды отстроена снова.
Нынешнее здание было построено между 1888 и 1894 и отремонтировано в 1903 году.

### Сегодня
Служба ведётся на английском, испанском, польском и иврите.

## Архитектура

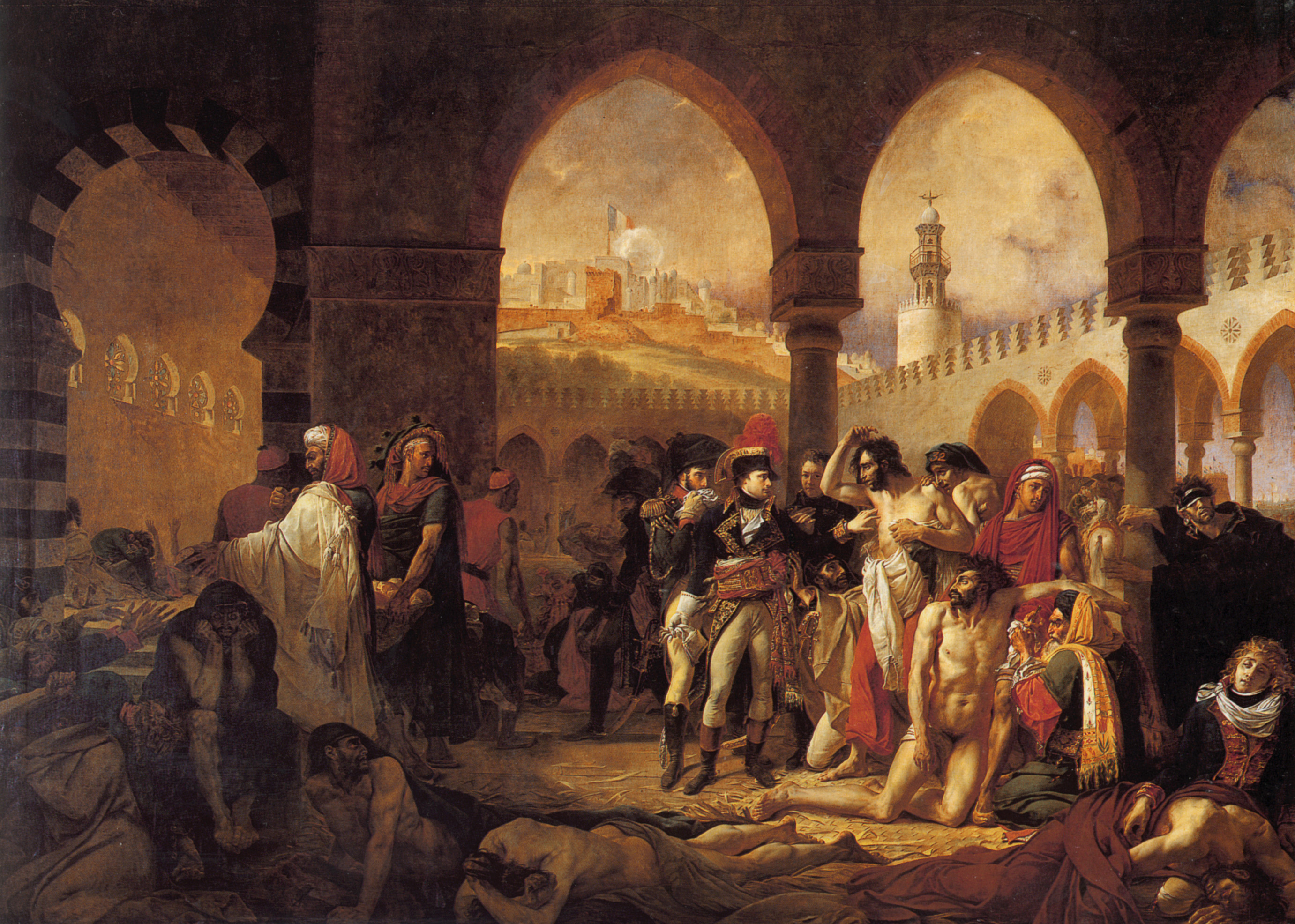
Бонапарт посещает жертв чумы в Яффе

Наиболее яркое здание в Старой Яффе. Интерьер церкви напоминает соборы в Европе, с высоким сводчатым потолком, витражами и мраморными стенами. Витражи были изготовлены в Мюнхене знаменитым художником Цетлером. Четыре панели в интерьере церкви изображают эпизоды из жизни св. Петра, в том числе чудесный улов рыбы, выдача ключей, Преображение Христа на горе Фавор и омовение ног на тайной вечери.
За исключением изображения Тавифы,
Святого Франциска Ассизского
и Непорочного зачатия,
все остальные окна в церкви изображают испанских святых; не удивительно, так как нынешнее здание было возведено Испанией.
Кафедра вырезана в форме реалистичного дерева.
Церковь Св. Петра содержит остатки Цитадели Сент-Луиса XIII века, расположенные снаружи и справа от ризницы.
Остатки включают две целых комнаты округлой формы, имеют низкие потолки и амбразуры.
Утверждается, что именно в этих комнатах жил Наполеон, когда посещал собор Святого Петра в 1799 году во время его кампании в Египте и Сирии.

## Значение
Церковь посвящена апостолу Петру, который в Яффе воскресил Тавифу, согласно деяниям Апостолов, 9:36-43, 10:1-4

## Галерея

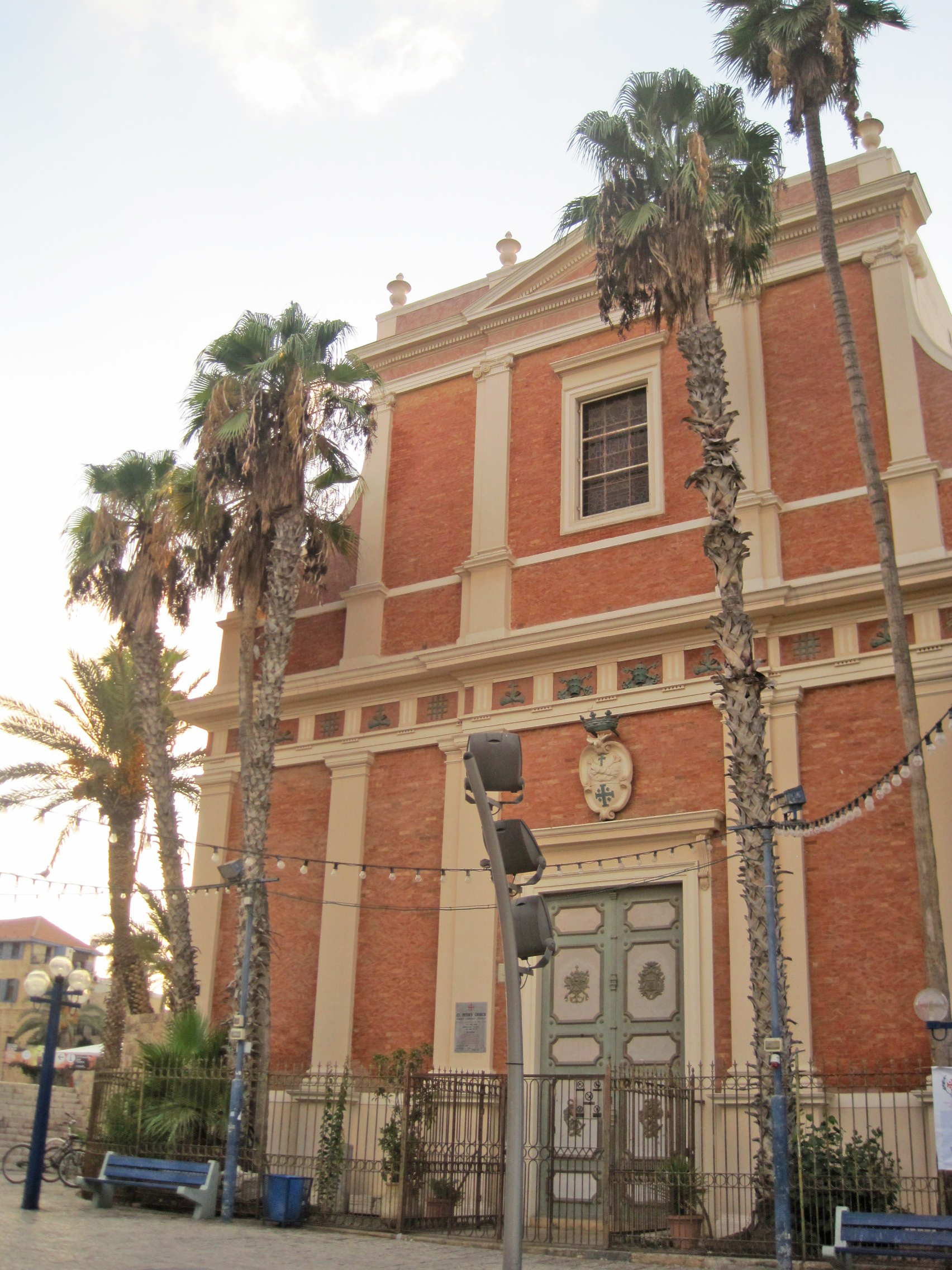
Фасад
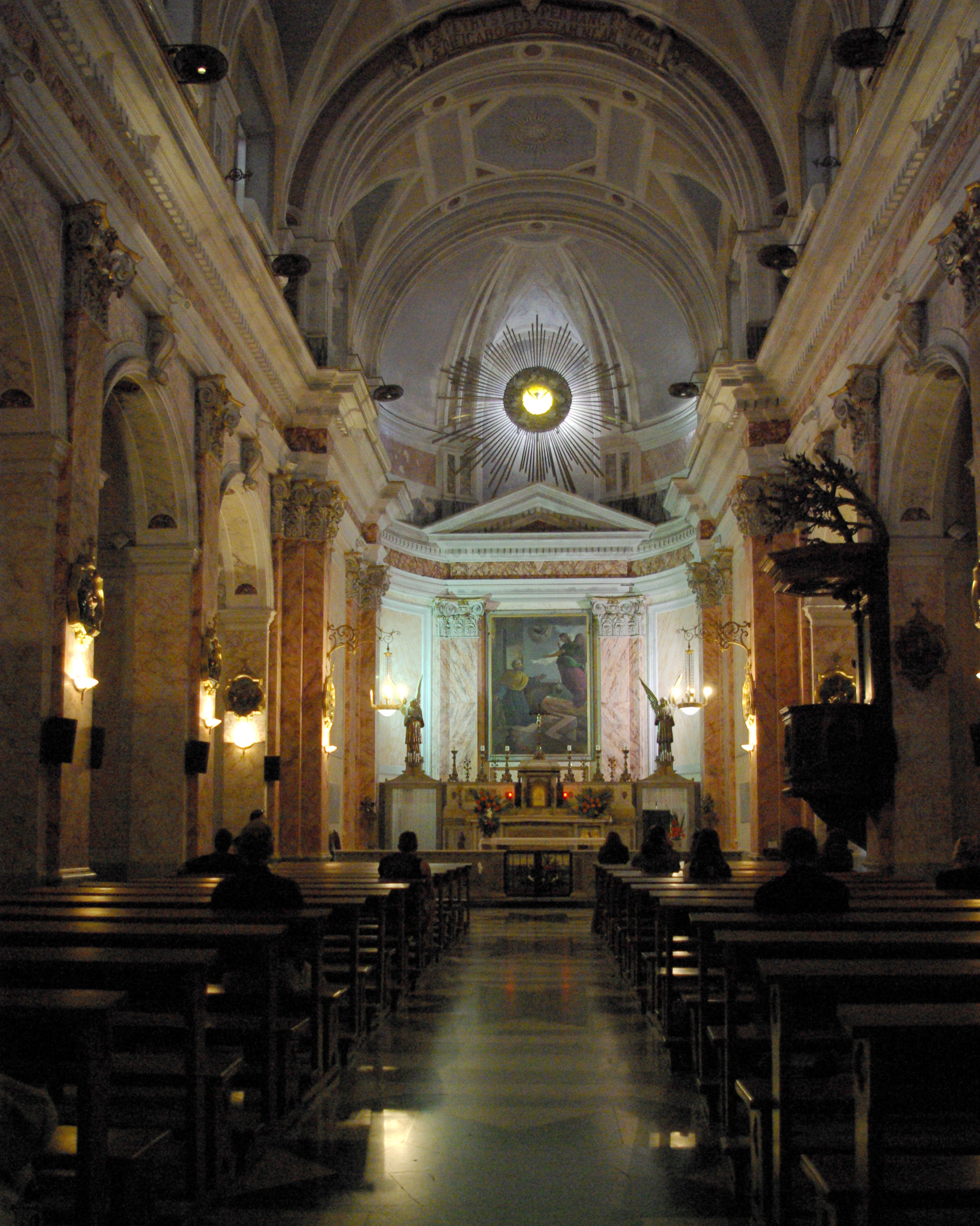
Интерьер
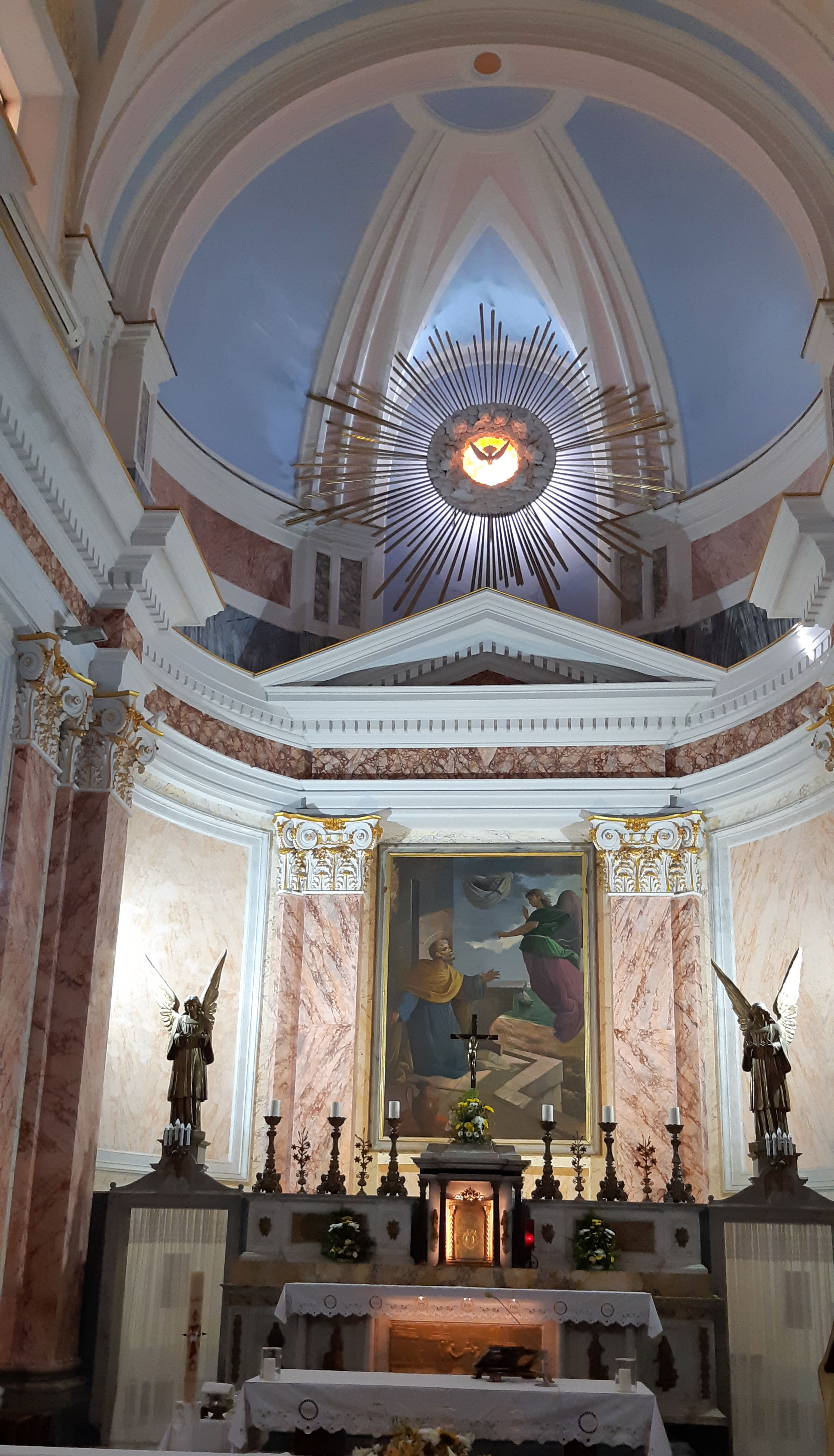
Алтарь
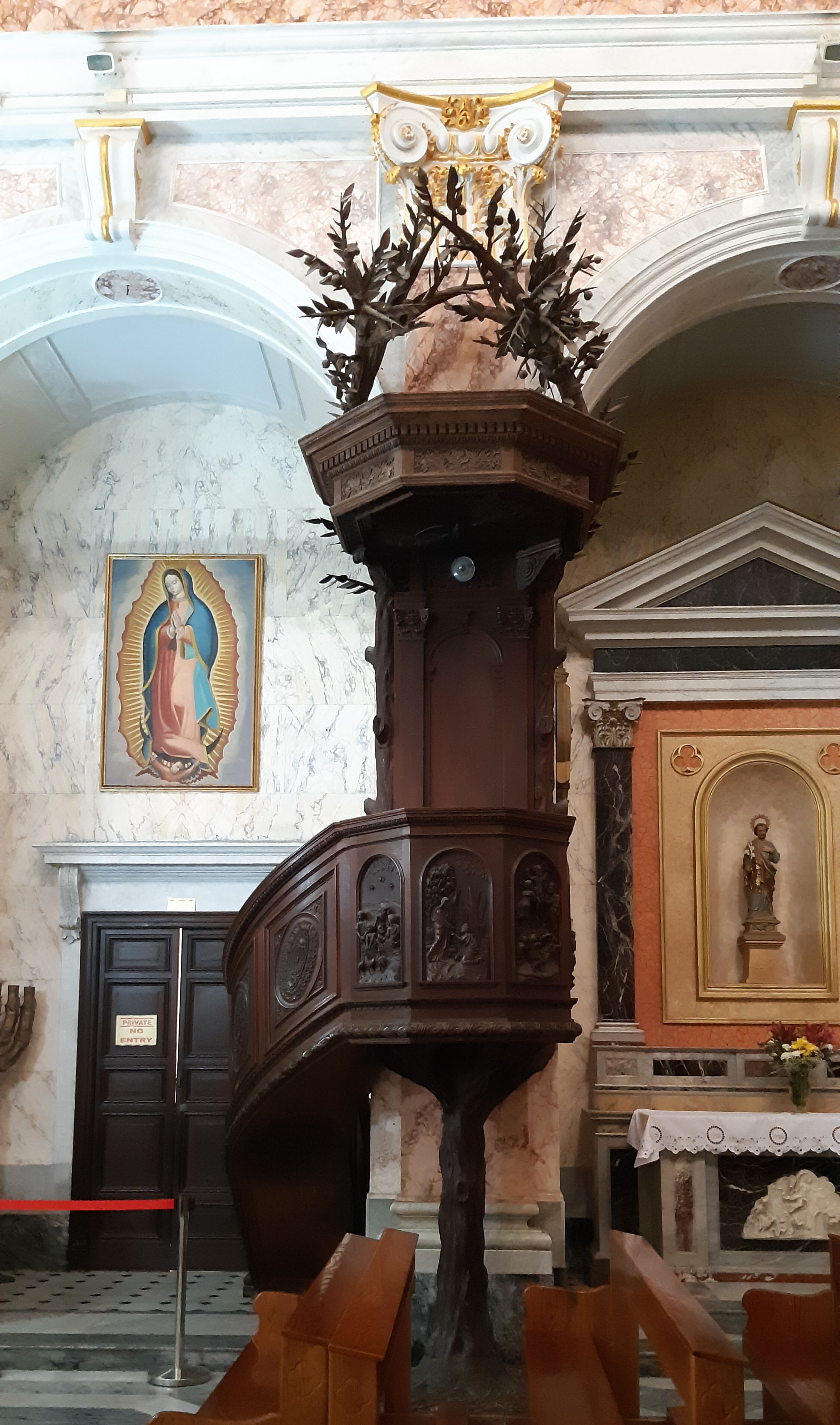
Кафедра
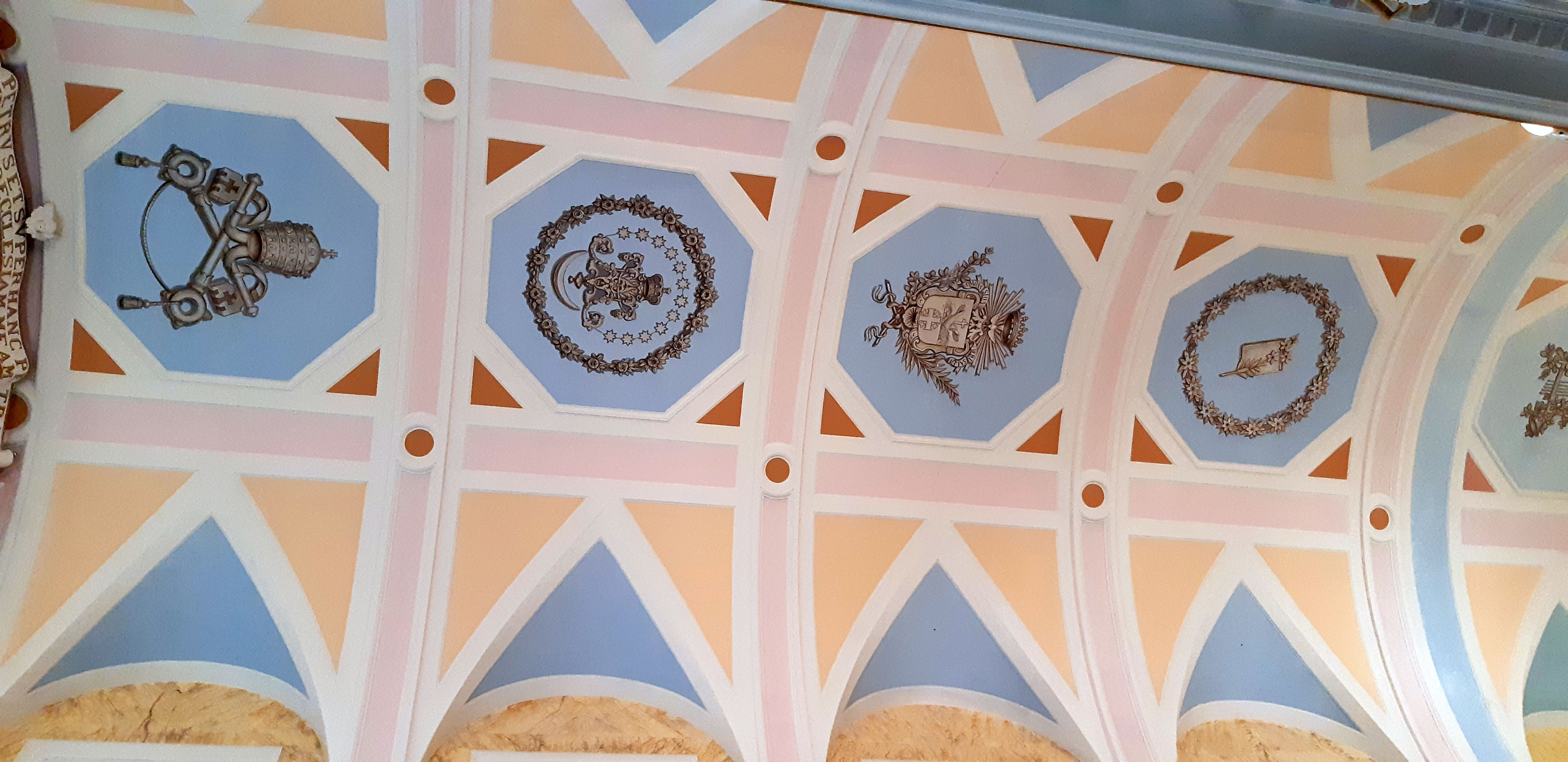
Потолочная роспись
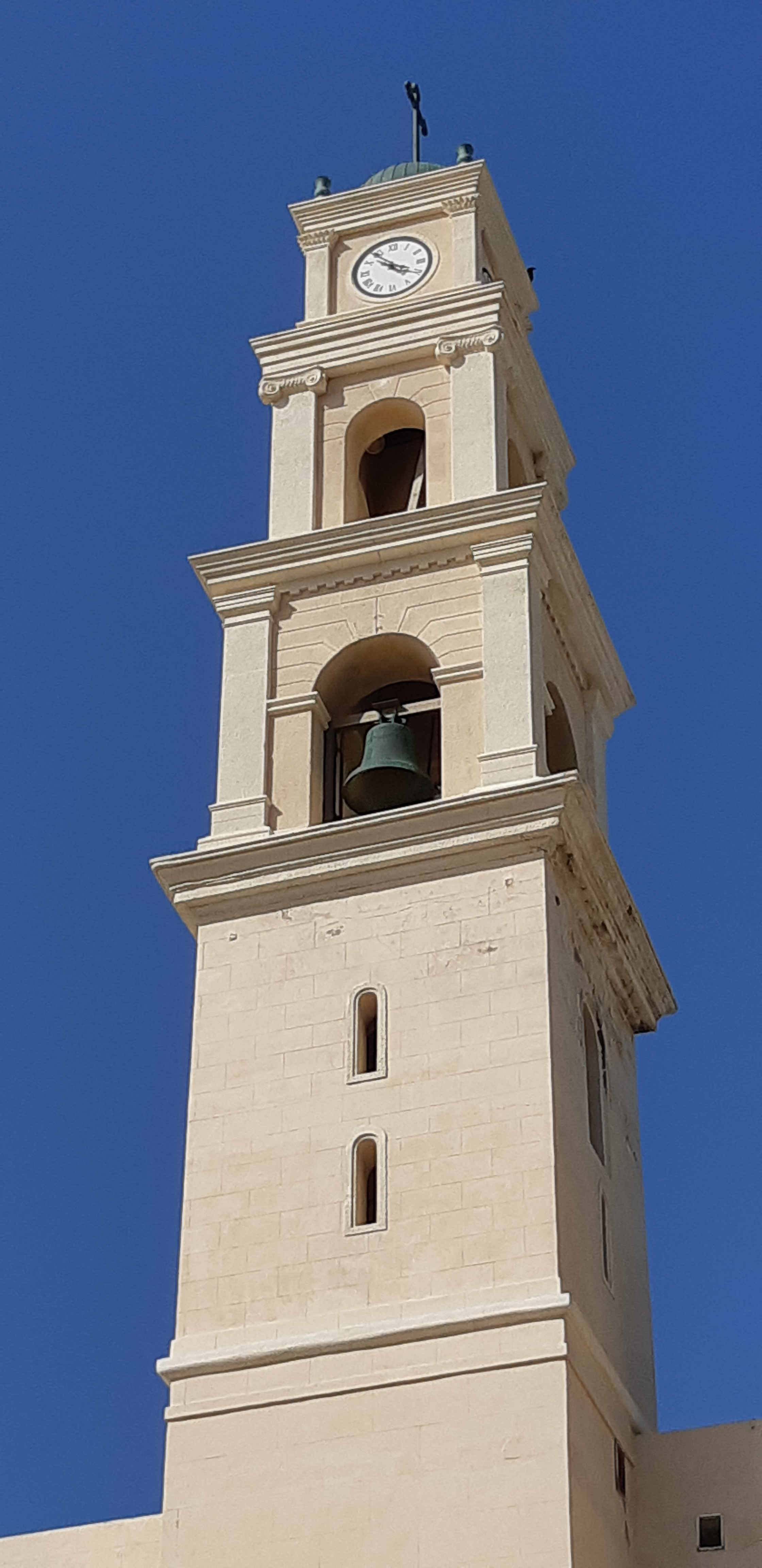
Колокольня